# 奥萨尼
奥萨尼（法語：Osani，法語發音：[ozani]）是法国南科西嘉省的一个市镇，属于阿雅克肖区。

## 地理
奥萨尼（42°19'24"N, 8°37'56"E）面积51.53 平方千米，位于法国南科西嘉省，该省份位于科西嘉南部，后者为地中海西部的一座岛屿，也是法国的一个单一领土集体，位于法国大陆部分的东南面，意大利半島的西面，最临近的地块是撒丁岛。
与奥萨尼接壤的市镇（或旧市镇、城区）包括：加莱里亚、帕尔蒂内洛、皮亚纳。

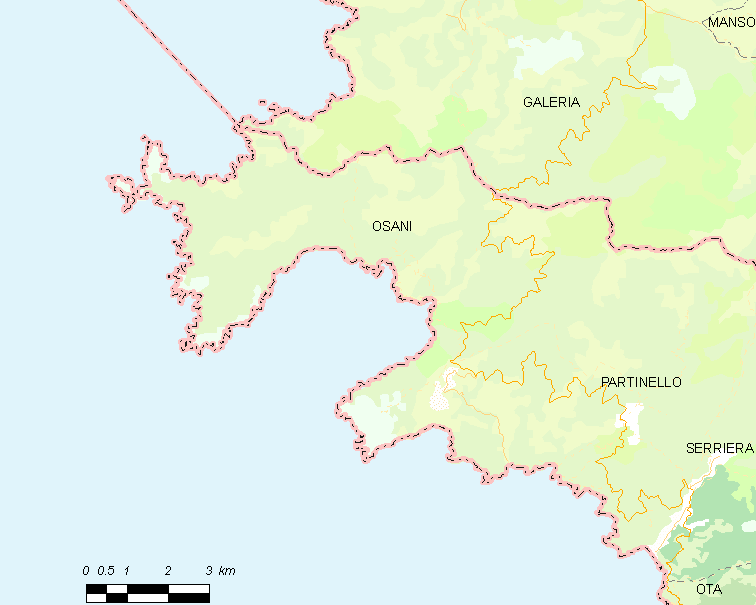
奥萨尼的OSM定位图

奥萨尼的时区为UTC+01:00、UTC+02:00（夏令时）。

## 行政
奥萨尼的邮政编码为20147，INSEE市镇编码为2A197。

## 政治
奥萨尼所属的省级选区为塞维-索鲁-奇纳尔卡县。

## 人口

1962-2008年间奥萨尼人口变化图示

奥萨尼于2022年1月1日时的人口数量为95人。